# سیارک ۱۱۳۰۹
سیارک ۱۱۳۰۹ (به انگلیسی: 11309 Malus، نامگذاری:1993PC7) یازده هزار و سیصد و نهمین سیارک کشف شده‌است که در ۱۵ اوت ۱۹۹۳ کشف شد.
قدر مطلق سیارک برابر ۱۳٫۴۰ است.